# Viva Topo!

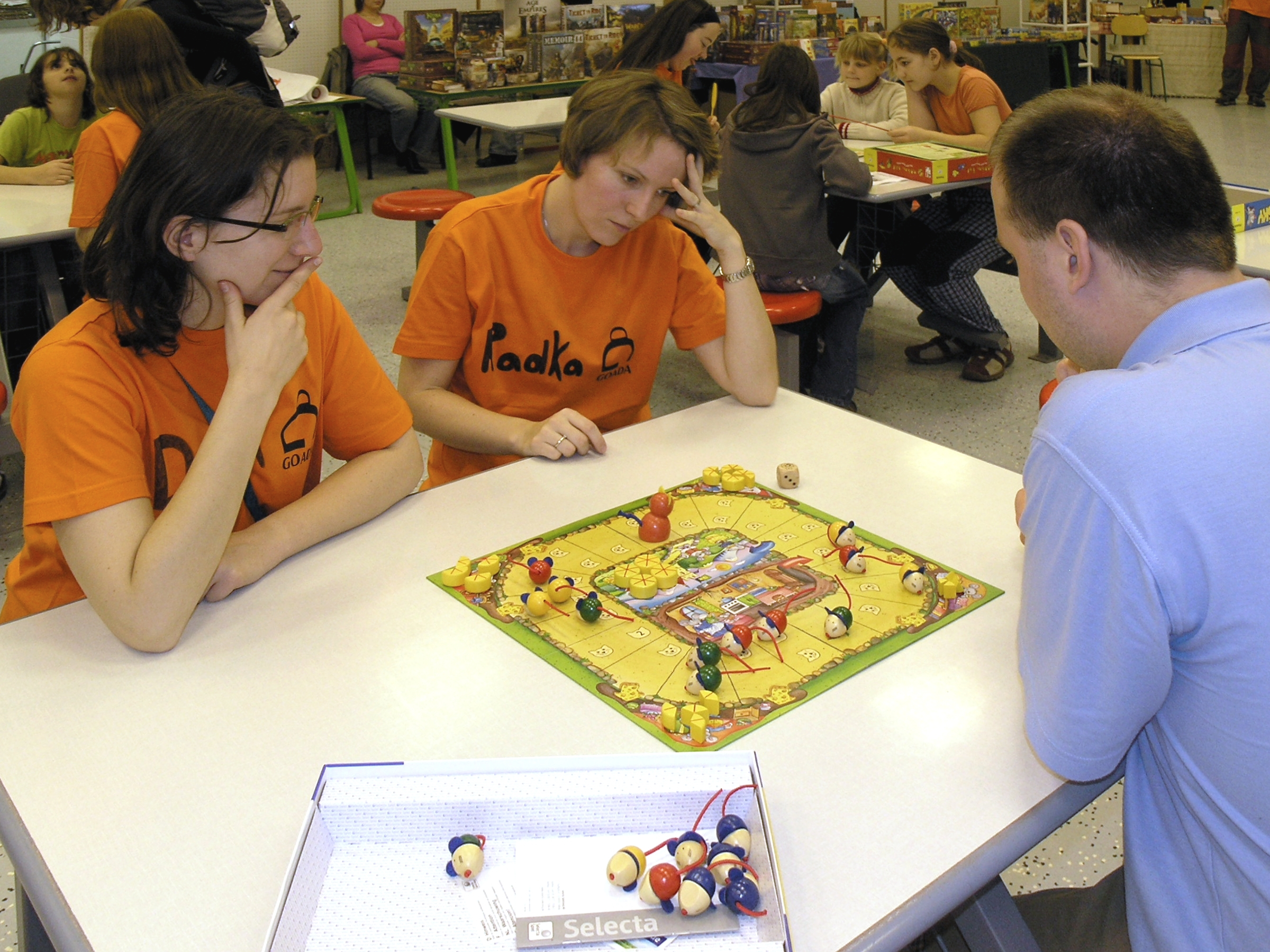
Una partita a Viva Topo!

Viva Topo! è un gioco da tavolo per bambini ideato da Manfred Ludwig e pubblicato nel 2003 da Selecta Spielzeug.

## Ambientazione
Una famiglia di topolini affamati deve raggiungere il paese della Cuccagna dove potrà mangiare formaggio a volontà, ma un gatto minaccioso insegue i topolini cercando di catturarli.

## Regole e materiali

### Materiali
- 1 tavoliere in cartone raffigurante un percorso a spirale che parte dalla casa dei topi per arrivare al paese della Cuccagna; lungo il percorso, su ogni angolo della tavoliere, si trovano quattro grotte-rifugio;
- 1 pedina di legno raffigurante un gatto;
- 20 pedine di legno raffiguranti topolini di quattro colori differenti (giallo, verde, rosso, blu);
- 20 pezzi di formaggio di 5 dimensioni: una fetta, due fette, mezza forma, quattro fette e forma intera;
- 1 dado speciale: dado a sei facce con i numeri da 2 a 5 e, sulle restanti due facce, con il numero 1 ed il muso del gatto.

### Regole di gioco
Scopo del gioco è portare i propri topi nel paese della Cuccagna o in una delle quattro grotte e di raccogliere il maggior numero possibile di fette di formaggio.
Ogni giocatore inizia la partita posizionando la propria famiglia di topolini nella casa centrale, da cui inizieranno il viaggio verso il paese della Cuccagna. A seconda del numero di giocatori, ciascun giocatore dispone di 4 topi (nelle partite con 4 giocatori) o 5 topi (nelle partite con 2 o 3 giocatori).
In ciascuno dei rifugi (il paese della Cuccagna e le quattro grotte) sono posizionati vari pezzi di formaggio, di dimensioni via via maggiori man mano che ci si avvicina al centro.
Ogni giocatore al proprio turno tira il dado e muove uno solo dei suoi topi e, nel caso sia uscita la faccia raffigurante il gatto, muove anche questo. Il gatto inizia muovendosi dapprima di una casella per volta per poi aumentare il movimento a due caselle per volta. Nel caso che il gatto raggiunga (o eventualmente superi) una casella occupata da uno o più topolini li cattura e questi vengono tolti dal gioco.
I topolini hanno la possibilità di sfuggire al gatto rifugiandosi in una delle quattro grotte-rifugio poste agli angoli del tavoliere, eventualmente trovandovi anche del formaggio. Più queste case sono vicine al paese della Cuccagna maggiore sarà il formaggio che ogni topolino potrà mangiare una volta rifugiatosi in esse. Una volta entrato in una delle case il topolino non ne potrà più uscire. Quando tutti i pezzi di formaggio di un rifugio sono stati distribuiti in quel rifugio non si otterranno più fette di formaggio.
Il gioco termina quando tutti i topi hanno raggiunto i rifugi o sono stati catturati dal gatto. Il vincitore è colui che alla fine della partita ha raccolto più formaggio.

## Premi e riconoscimenti
Il gioco ha vinto i seguenti premi:
- 2003 - Kinderspiel des Jahres (Gioco per bambini dell'anno)[2];
- 2003 - Spiel der Spiele (Gioco dell'anno): miglior gioco per bambini;
- 2003 - Japan Boardgame Prize: miglior gioco per bambini;
- 2009 - Boardgames Australia Awards: miglior gioco per bambini.